# Aldea San Antonio
Aldea San Antonio är en ort i Argentina.   Den ligger i provinsen Entre Ríos, i den centrala delen av landet, 220 kilometer norr om huvudstaden Buenos Aires. Aldea San Antonio ligger 39 meter över havet och antalet invånare är 1 127.
Terrängen runt Aldea San Antonio är mycket platt. Runt Aldea San Antonio är det glesbefolkat, med 15 invånare per kvadratkilometer.. Närmaste större samhälle är Urdinarrain, 19,0 kilometer väster om Aldea San Antonio.
Trakten runt Aldea San Antonio består till största delen av jordbruksmark.